# Kristýna Otcovská
Kristýna Otcovská (* 21. července 2000 Most) je česká reprezentantka v biatlonu. 
Od roku 2021 nastupovala v nižší soutěži – IBU Cupu. Ve světovém poháru debutovala v březnu 2024 v americkém Soldier Hollow, kde ve sprintu dojela na 62. místě.

## Výsledky

### Olympijské hry a mistrovství světa
V roce 2024 se zúčastnila Mistrovství světa v Novém Městě na Moravě, ale nebyla zde nasazena do žádného závodu.
| Sezóna  | Akce | Místo       | SP  | SZ | HZ | IZ  | ŠT | SŠT | SZD | Věk    |
| ------- | ---- | ----------- | --- | -- | -- | --- | -- | --- | --- | ------ |
| 2024/25 | MS   | Lenzerheide | DNF | –  | –  | 80. | –  | –   | –   | 24 let |

### Světový pohár

#### Sezóna 2023/2024
| ČSP              | Místo             | SP           | SZ           | HZ           | IZ           | ŠT           | SŠT          | SZD          |
| ---------------- | ----------------- | ------------ | ------------ | ------------ | ------------ | ------------ | ------------ | ------------ |
| 1.               | Östersund         | nestartovala | nestartovala | nestartovala | nestartovala | nestartovala | nestartovala | nestartovala |
| 2.               | Hochfilzen        | nestartovala | nestartovala | nestartovala | nestartovala | nestartovala | nestartovala | nestartovala |
| 3.               | Lenzerheide       | nestartovala | nestartovala | nestartovala | nestartovala | nestartovala | nestartovala | nestartovala |
| 4.               | Oberhof           | nestartovala | nestartovala | nestartovala | nestartovala | nestartovala | nestartovala | nestartovala |
| 5.               | Ruhpolding        | nestartovala | nestartovala | nestartovala | nestartovala | nestartovala | nestartovala | nestartovala |
| 6.               | Anterselva        | nestartovala | nestartovala | nestartovala | nestartovala | nestartovala | nestartovala | nestartovala |
| 8.               | Oslo-Holmenkollen | nestartovala | nestartovala | nestartovala | nestartovala | nestartovala | nestartovala | nestartovala |
| 9.               | Soldier Hollow    | 62.          | –            | ×            | ×            | –            | ×            | ×            |
| 10.              | Canmore           | 63.          | –            | –            | ×            | ×            | ×            | ×            |
| Celkové umístění | Celkové umístění  | nkl.         | –            | –            | –            | –            | –            | –            |
| Celkové umístění | Celkové umístění  | nkl.         |              |              |              | –            | –            | –            |

#### Sezóna 2024/2025
| ČSP              | Místo                | SP                 | SZ           | HZ           | IZ           | ŠT           | SŠT          | SZD          |
| ---------------- | -------------------- | ------------------ | ------------ | ------------ | ------------ | ------------ | ------------ | ------------ |
| 1.               | Kontiolahti          | 73.                | ×            | –            | 32.          | –            | –            | –            |
| 2.               | Hochfilzen           | 103.               | –            | ×            | ×            | 8.           | ×            | ×            |
| 3.               | Annecy               | 75.                | –            | –            | ×            | ×            | ×            | ×            |
| 4.               | Oberhof              | 94.                | –            | ×            | ×            | ×            | 8.           | –            |
| 5.               | Ruhpolding           | ×                  | ×            | –            | 50.          | 17.          | ×            | ×            |
| 6.               | Anterselva           | 90.                | –            | ×            | ×            | 11.          | ×            | ×            |
| 7.               | Nové Město na Moravě | nestartovala       | nestartovala | nestartovala | nestartovala | nestartovala | nestartovala | nestartovala |
| 8.               | Pokljuka             | nestartovala       | nestartovala | nestartovala | nestartovala | nestartovala | nestartovala | nestartovala |
| 9.               | Oslo-Holmenkollen    | nestartovala       | nestartovala | nestartovala | nestartovala | nestartovala | nestartovala | nestartovala |
| Celkové umístění | Celkové umístění     | nkl.               | –            | –            | 55.          | 10.          | 11.          | 11.          |
| Celkové umístění | Celkové umístění     | 9 bodů (90. místo) |              |              |              | 10.          | 11.          | 11.          |

### Juniorská a dorostenecká mistrovství
| Sezóna  | D   | Místo          | SP  | SZ  | IZ  | ŠT  | Věk    |
| ------- | --- | -------------- | --- | --- | --- | --- | ------ |
| 2021/22 | MSJ | Soldier Hollow | 30. | 32. | 13. | DNF | 21 let |